# Mayotteglasögonfågel
Mayotteglasögonfågel (Zosterops mayottensis) är en fågel i familjen glasögonfåglar inom ordningen tättingar.

## Utseende och läte
Mayotteglasögonfågeln är en liten och spetsnäbbad sångarlik tätting. Undersidan är mestadels gul med kastanjebrunt på flankerna. Runt ögat syns den för de flesta arter i familjen typiska vita ringen. Vanligaste lätet är ett fallande "chew" som också är huvudkomponenten i den dämpade och pratiga sången.

## Utbredning och systematik
Fågeln förekommer enbart på ön Mayotte i sydöstra Komorerna. Den behandlas ibland som underart till madagaskarglasögonfågel (Zosterops maderaspatanus).

## Levnadssätt
Mayotteglasögonfågeln är en vanlig fågel i olika typer av öppna skogsmiljöer, som mangrove, plantage, skogslandskap, buskmarker och trädgårdar. Den ses även i återstående ursprunglig skog, men är där mindre vanlig. Fågeln påträffas vanligen i mycket aktiva flockar.

## Status
Trots det begränsade utbredningsområdet och att den tros minska i antal anses beståndet vara livskraftigt av internationella naturvårdsunionen IUCN.